# Saint-Ciers-Champagne
Saint-Ciers-Champagne là một xã ở tỉnh Charente-Maritime thuộc vùng Nouvelle-Aquitaine tây nam nước Pháp.

## Dân số
| Năm  | Dân số | Density | Percent of the canton |
| ---- | ------ | ------- | --------------------- |
| 1962 | 434    | -       | -                     |
| 1968 | 501    | -       | -                     |
| 1975 | 406    | -       | -                     |
| 1982 | 382    | -       | -                     |
| 1990 | 376    | -       | -                     |
| 1999 | 357    | 20/km²  | 1.63%                 |

- Xã của tỉnh Charente-Maritime